# Belgium (Illinois)
Belgium is een plaats (village) in de Amerikaanse staat Illinois, en valt bestuurlijk gezien onder Vermilion County.

## Demografie
Bij de volkstelling in 2000 werd het aantal inwoners vastgesteld op 466, 185 huishoudens en 113 gezinnen die in het dorp woonden. De bevolkingsdichtheid bedroeg 1,101.2 personen per vierkantemijl (428,4/km²). Er waren 202 gebouwen op een gemiddelde bebouwingsgraad van 477,3 per vierkante mijl (185,7/km²). De samenstelling van de bevolking van het dorp was 98,50% blank, 0,21% oorspronkelijke Amerikanen (indianen), 0,86% van andere rasafkomst en 0,43% van twee of meer bevolkingsgroepen. Daarnaast waren er 2,36% hispanics of latino's van andere afkomst.
In 2006 is het aantal inwoners door het United States Census Bureau geschat op 469, een stijging van 3 (0,6%).
De 185 huishoudens bestonden voor 33% uit gezinnen met kinderen onder de 18 jaar had die bij hen leefden, 45,9% getrouwde koppels die samenleefden, 10,3% vrouwen zonder man en 38.4 waren geen gezinsverbanden. 33,0% waren individuen en 11,4% waren individuen van meer dan 65 jaar die alleen leefden. Het gemiddeld aantal personen per huishouden was 2,52 en de gemiddelde grootte per familie was 3,21.
De bevolking in het dorp bestond voor 28,8% uit mensen onder 18 jaar, 7,5% uit mensen tussen 18 en 24 jaar, 31,3% tussen 25 en 44 jaar, 20,4% van 45 tot 64 en 12% uit mensen van 65 jaar of ouder. De gemiddelde leeftijd was 34 jaar. Per 100 vrouwen leefden er 92,6 mannen. Per 100 vrouwen die 18 jaar of ouder waren, waren er 102,4 mannen.
Het gemiddelde inkomen per huishouden in het dorp was $32,500 en het gemiddeld inkomen per gezin was $35 357. Mannen verdienden er gemiddeld $30 096 tegenover $22 708 voor de vrouwen. Het inkomen per capita voor het dorp bedroeg $16 038. Ongeveer 13,0% van de gezinnen en 13,1% van de bevolking leefden onder de armoedegrens, waaronder 13,2% van de personen onder 18 jaar en 21,2% van de personen die 65 jaar waren of ouder.

## Geografie
Volgens het United States Census Bureau beslaat de plaats een oppervlakte van
1,1 km², geheel bestaande uit land.

## Plaatsen in de nabije omgeving
De onderstaande figuur toont nabijgelegen plaatsen in een straal van 16 km rond Belgium.